# Missio Dei
Seit den 1950er Jahren fußen die meisten Missionstheologien auf der missio Dei („Gottes Mission“) und sehen somit nicht mehr die Kirche als Subjekt der Mission. Dieser Begriff setzte sich in der Folge der Weltmissionskonferenz von 1952 in Willingen (Deutschland), wo Karl Hartenstein den Begriff einführte, schnell durch und wurde vor allem von Georg Vicedom verbreitet. Unter dem Eindruck der Ausweisung aller Missionare aus China, befand sich die christliche Mission damals in einer akuten Krise. Dabei ging es auch um eine neue Verhältnisbestimmung zwischen den Kirchen und der meist von unabhängigen Missionsgesellschaften betriebenen Mission.
In der Vorstellung der missio Dei wird die Mission trinitarisch verankert: Gott der Vater sendet seinen Sohn Jesus Christus. Vater und Sohn senden den Heiligen Geist zur Versöhnung der Welt. Christus sagt: „Wie mich der Vater gesandt hat, so sende ich euch“ (Johannes 20,21 ). Durch diese trinitarische Verankerung der Mission, die auch von orthodoxen und katholischen Kirchen begrüßt wurde, sollen Engführungen und Einseitigkeiten überwunden werden. Mission ist nicht mehr eine Veranstaltung der Kirche, sondern die Kirche unterstellt sich der Mission Gottes, der Zuwendung Gottes zur Welt. Gott selbst ist das Subjekt der Mission.
Mission ist damit ein Handeln mit globaler Dimension, denn der Heilswille Gottes bezieht sich dabei nicht nur auf die Menschen, sondern auf seine gesamte Schöpfung. Gerechtigkeit, Frieden und Bewahrung der Schöpfung (siehe konziliarer Prozess) sind Teilaspekte dieser globalen Dimension, doch das letztliche Ziel der Mission weist über die jetzige Schöpfung hinaus und verfolgt ein eschatologisches Ziel, nämlich die Anbetung des dreieinigen Gottes in Ewigkeit.
Innerhalb dieser globalen Perspektive hat die Zuwendung Gottes zur Welt eine individuelle Dimension. Der Einzelne wird mit dem Zuspruch und Anspruch Gottes konfrontiert. Es gilt jedoch auch hier: Subjekt ist nicht die Kirche, sondern Gott – der sich dafür u. a. der Kirche bedient.

## Bibliographie
- John G. Flett: The Witness of God: the Trinity, Missio Dei, Karl Barth and the Nature of Christian Community. Grand Rapids, MI: Eerdmans, 2010.
- Henning Wrogemann: Missionstheologien der Gegenwart. Globale Entwicklungen, kontextuelle Profile und ökumenische Herausforderungen. Lehrbuch Interkulturelle Theologie / Missionswissenschaft, Band 2, Gütersloh, ISBN 978-3-579-08142-7.
- Wilhelm Richebächer: ‚Missio Dei’ – Grundlage oder Irrweg der Missionstheologie? In: missio Dei heute. Zur Aktualität eines missionstheologischen Schlüsselbegriffs. Weltmission heute Nr. 52, hg. v. Evangelisches Missionswerk in Deutschland, Evangelische Kirche von Kurhessen-Waldeck, Hamburg, 2003, 184- 207.